# Poilley (Ille-et-Vilaine)
Poilley is een plaats en gemeente in Frankrijk, in Bretagne.

## Geografie
De oppervlakte van Poilley bedraagt 10,7 km².
De onderstaande kaart toont de ligging van Poilley (Ille-et-Vilaine) met de belangrijkste infrastructuur en aangrenzende gemeenten.

## Demografie
Onderstaande figuur toont het verloop van het inwonertal, bron: INSEE-tellingen. 

1. ↑  Populations de référence 2022.